# Географічний детермінізм
Географі́чний детерміні́зм — форма натуралістичних вчень, які приписували провідну роль у розвитку суспільства і народів їхньому географічному положенню; один з різновидів детермінізму.
Найяскравішим представником цієї ідеї виступав французький філософ XVIII ст. Шарль Монтеск'є, який зробив спробу вивести з географічних умов, що обумовлені географічним положенням, характер і звичаї народів, їх господарський і політичний устрій. Цю ідею розвивало багато вчених XIX ст.: англійський історик Г. Букль, французький географ — Жан Жак Елізе Реклю , американський географ Еллсворт Гантінгтон, український вчений Лев Мечников та інші. Так, наприклад, Реклю, який зробив опис усіх країн земної кулі, характеризуючи господарство, надавав вирішального значення впливові природних умов, які визначаються насамперед географічним положенням.
На близьких до Елізе Реклю позиціях стояв його соратник Лев Мечников. У праці «Цивілізація і великі історичні ріки» ним запропоновано «географічну теорію прогресу й соціального розвитку», в якій головним фактором прогресу названо географічне середовище. Вирішальну роль у розвитку суспільства і поширенні цивілізацій він відводив річкам, морям, океанам. Відповідно до цього, всю історію людського суспільства він поділяв на три етапи: річкова цивілізація, середземноморська цивілізація, океанічна цивілізація.
Патріархом напрямку географічного детермінізму вважають німецького географа, основоположника політичної географії кінця XIX ст. Фрідріха Ратцеля. Головна його заслуга в тому, що він намагався пов'язати між собою політику і географію, вивчити політику тієї чи іншої країни, виходячи з її географічного положення у певному просторі. У своїй книзі «Політична географія» (1897), зокрема у четвертому розділі він акцентує увагу на політико-географічному положенні держави.